# Andrzej Butkiewicz
Andrzej Butkiewicz (ur. 30 czerwca 1955 w Nidzicy, zm. 7 marca 2008 w Norton koło Bostonu w USA) – polski działacz opozycji antykomunistycznej, przedsierpniowej opozycji demokratycznej oraz NSZZ ”Solidarność”.
Za swoją działalność usunięty ze studiów. Był w sierpniu 1980 r. organizatorem Wolnej Drukarni Stoczni Gdynia, a następnie kierownikiem drukarni ”Solidarności” w Gdańsku. W okresie stanu wojennego internowany przez rok w więzieniu w Strzebielniku. Po odzyskaniu wolności miał problemy z uzyskaniem zatrudnienia, w związku z czym zdecydował się na emigrację do USA.
13 marca 2008 za wybitne zasługi na rzecz przemian demokratycznych w Polsce, za zaangażowanie w działalność polonijną został przez prezydenta RP Lecha Kaczyńskiego pośmiertnie odznaczony Krzyżem Kawalerskim Orderu Odrodzenia Polski.